# Umrao Jaan (2006)
Umrao Jaan ist ein Hindi-Filmdrama von Jyoti Prakash Dutta aus dem Jahr 2006. Es ist eine Neuverfilmung des gleichnamigen Films aus dem Jahr 1981 und basiert wie dieser auf dem um 1899 erschienenen Roman Die Kurtisane von Lakhnau (Umrao Dschaan Ada) von Mirza Muhammad Hadi Ruswa. Die Hauptrollen der Tawaif-Kurtisane Umrao Jaan und des Nawab Sultan verkörperten Aishwarya Rai und Abhishek Bachchan, die sich kurz nach der Veröffentlichung des Films verlobten.

## Handlung
Lucknow, Ende des 19. Jahrhunderts. Eines Abends lauscht der berühmte Dichter Mirza Muhammad Hadi Ruswa dem Gesang der ehemaligen Kurtisane Umrao Jaan. Betört von ihrem Gesang sucht er sie auf, um sie zu bitten, ihm von ihrem Leben zu erzählen.

Nordindien, in den 1840er-Jahren. Das Mädchen Amiran lebt mit ihrem kleinen Bruder und ihren Eltern zusammen in Faizabad. Nach außen lebt die muslimische Familie in Luxus in einem großen Haus, hat in Wahrheit jedoch finanzielle Probleme, die durch den Wunsch Amiran zu verheiraten, nicht kleiner werden. Doch dann wird Amiran von einem Mann namens Dilawar entführt, der sich damit an ihrem Vater rächen will, da er wegen seiner Zeugenaussage sieben Jahre im Gefängnis verbrachte. Dilawar verkauft Amiran in Lucknow als Sklavin an das Bordell von Khannum Jaan, die Amiran den neuen Namen Umrao gibt. Das Ehepaar Bua Hussaini und Maulvi Sahib, zwei von Khannum Jaans Bediensteten, nehmen sich des Mädchens an und ziehen es wie ihre eigene Tochter auf. Dabei manipulieren sie das Mädchen und führen es langsam in die Ausbildung, die Künste und Aufgaben einer Tawaif-Kurtisane heran. Unter anderem lernt sie die Tänze der Nautch-Tanzmädchen. 
„An den Füßen trug ich nun statt Ketten Glöckchen.“ – Umrao Jaan
Jahre vergehen, in denen Umrao an der Seite der beiden Mädchen Khurshid und Bismillah (Khannams Tochter) und dem Jungen Gauhar Mirza, ihrer Kindheitsfreunde aus dem Bordell, zu einer schönen jungen Frau heranwächst. Khurshid und Bismillah sind bereits in das Stadium einer Kurtisane eingetreten, während Gauhar Mirza offenkundiges Interesse an Umrao zeigt, was diese aber zurückweist. Umrao fühlt sich einsam und zurückgesetzt, weiß jedoch, dass sie bald ebenfalls ins Stadium einer Kurtisane eintreten wird. Als Khannum einen großen Auftrag für eine Hochzeit bei einem Fürsten erhält, entscheidet sie, dass Umrao die Aufgabe zufallen soll, dort als Tänzerin aufzutreten. Umraos erster Auftritt wird ein gewaltiger Erfolg und die anwesenden Männer überbieten sich gegenseitig darum, mit ihr eine Nacht verbringen zu können. Am nächsten Abend wird Umrao von dem Höchstbietenden besucht, einem Paschtunen namens Nawab Sultan. Zu ihrer Erleichterung handelt es sich um einen jungen Mann, auf den sie selbst am Abend mehrfach den Blick geworfen hat. Die beiden verbringen die Nacht zusammen und Umrao wird zur entjungferten Kurtisane, weshalb sie fortan Umrao Jaan genannt wird. Zwischen Umrao und Sultan entsteht eine tiefe Liebe und Sultan schwört ihr, sie künftig fortan jeden Tag zu besuchen, während Umrao ihm verspricht, keinen anderen Mann außer ihm ihren Körper zu schenken.
„Der Unterschied (zwischen uns) ist nur: Selbst wenn Sie mich betrügen, bleiben Sie immer noch ein geachteter Mann, aber selbst wenn ich noch so treu bin, bleibe ich eine Kurtisane.“ – Umrao Jaan
Die Liebesbeziehung zwischen Umrao und Sultan missfällt dessen Vater. Als der Sohn sich weigert, sich von Umrao zu trennen, enterbt und verstößt ihn sein Vater, sodass Sultan mittellos dasteht. Damit fehlen nun auch die Einnahmen für das Bordell, sodass Khannum beginnt Druck auf Umrao auszuüben, insbesondere als mit Faiz Ali ein neuer Freier auftritt, der um Umraos Gunst buhlt. Sultan kehrt betrunken und depressiv zu Umrao zurück. Er verkündet ihr, dass er sie aus seinem Leben herausschneiden werde, sollte sie ihn je betrügen. Umrao versucht ihn zunächst erfolgreich zu beruhigen. Khannum konfrontiert Sultan damit, dass er für Umrao bezahlen muss, was er nicht kann, woraufhin er das Bordell verlässt und Umrao Lebewohl sagt - nicht ohne Hinweis, dass sie auf ihn zu warten hat. Umrao bricht es das Herz, als Khannum ihr eröffnet, dass sie sich für Faiz Ali prostituieren muss. Umrao wird von Faiz Ali in ihren Gemächern besucht, erstarrt jedoch wie zu einer lebenden Toten, als er sie gegen ihren Willen entkleidet. Statt Umrao zu vergewaltigen, lässt er von ihr ab, im Versprechen, dass er die lebende Tote wieder zum Leben erwecken oder sie töten werde.

Über Ashraf, einen Freund von Sultan, erfährt Umrao dass dieser bei seinem Onkel, dem Statthalter in der Stadt Grahi untergekommen ist. Wenngleich Umrao sich weiterhin weigert Faiz Ali ihren Körper zu verkaufen, besucht er sie häufiger und lädt sie ein mit ihm für einen Monat in sein Haus nach Daulatabad zu reisen, wohin man über Grahi reist. Da Umrao hofft, dass sie dort Sultan wiedersehen könnte, stimmt sie zu. Umrao verabschiedet sich von ihrem Ziehvater Maulvi und den anderen im Bordell und reist mit Faiz Ali ab. Bei Grahi werden sie von örtlichen Sicherheitskräften gestellt und verhaftet, wobei sich herausstellt, dass Faiz Ali ein gesuchter Bandit ist. Durch seinen Onkel erfährt Sultan, dass Umrao in der Stadt ist. Ehe Sultan Umrao trifft, begegnet er Faiz Ali, der nun begreift, warum Umrao mit ihm gegangen ist. Um sich an ihr zu rächen, behauptet Faiz Ali gegenüber Sultan, dass Umrao sich ihm sexuell hingegeben habe. Anfangs glaubt Sultan der Lüge seines Rivalen nicht, doch erzählt Faiz Ali ihm von einem Mal auf Umraos Oberschenkel, dass er gesehen hat, als er ihren Körper entblößte. Damit überzeugt er Sultan, der vor Wut und Enttäuschung Umrao verstößt. Es gelingt ihr nicht, Sultan zu überzeugen, dass Faiz Ali ihn belogen hat.
"Du hast mir die Illusion gegeben, frei zu sein, meinem goldenen Käfig zu entkommen - und genau dahin schickst du mich (jetzt) zurück. [...] Wenn du dich ab und zu an unsere Liebe erinnerst, dann lass für mich eine Träne fallen, so wie du jetzt mich hast fallen lassen." - Umrao Jaan zu Nawab Sultan. 
Umrao kehrt mit gebrochenem Herzen nach Lucknow zurück, wo sie die nächsten Schicksalsschläge erleidet. Zuerst erfährt sie vom Tod ihres Ziehvaters Maulvi Sahib, der während ihrer Abwesenheit verstorben ist. Eines Abends, als sie mit Gauhar Mirza zusammensitzt, brechen bei diesem unter Alkoholeinfluss seine langen Gefühle für Umrao durch, woraufhin er sie vergewaltigt. Wenig später, während des Indischen Aufstands von 1857 kommt es durch die Briten zur Belagerung von Lucknow. Gauhar schließt sich den Freiheitskämpfern an, wird schwer verwundet und fordert die Bordellbewohnerinnen auf, zu ihrer eigenen Sicherheit die Stadt zu verlassen. Umrao verzeiht Gauhar seine Gewalttat ihr gegenüber. Während Khannum selbstgewählt zurückbleibt, fliehen die anderen aus Lucknow zunächst nach Faizabad, Umraos Heimatstadt. Während die anderen nach Nepal weiterreisen, lässt sich Umrao zunächst in Faizabad nieder, wo sie rasch als Tänzerin und Musikerin sich einen Namen macht. Umrao bringt in Erfahrung, dass ihr Vater bereits verstorben ist, ihr jüngerer Bruder jedoch noch im Haus der Familie wohnt. Umrao wagt den Schritt das Haus ihrer Familie zu besuchen und trifft dort auf ihre Mutter und ihren Bruder, die zunächst froh über die Rückkehr von Amiran sind, sie jedoch ebenfalls verstoßen, als sie erfahren, dass sie eine Kurtisane ist und ihnen damit Schande bereitet.
"Ich hatte einen Bruder, aber der hat heute seine Schwester wieder auf den (Sklaven)Markt geschickt." - Umrao Jaan
Umrao kehrt aus Faizabad nach Lucknow zurück. Auf dem Weg dorthin begegnet sie auf der Straße einem Bettler, entstellt von der Lepra, obdachlos und zum Krüppel geworden. Umrao erkennt ihn als Dilawar, den Mann, der sie einst entführt und als Kind an das Bordell verkauft hat. Umrao spricht ein muslimisches Bittgebet und bittet Gott ihm seine Sünden zu verzeihen. Umrao verbringt ihr restliches Leben einsam als von der Gesellschaft geächtete Kurtisane.

Nachdem Umrao ihre Lebensgeschichte gegenüber Mirza Hadi Ruswa zu Ende erzählt hat, bittet dieser sie berührt, noch einmal ihre eigenen Gedanken mit Worten hinzuzufügen. Umrao / Amiran antwortet ihm unter Tränen mit einem Gesang:
"Wenn jemand fragt, ob auch das Unglück irgendwann ein Ende hat, dann nimm mich als Beispiel, und erzähle von meinem Fall. Tu es mir zuliebe, sehne dich nicht nach mir. Wenn ich nicht die Deine sein kann, dann suche nicht nach mir." - Umrao Jaan. 

## Produktion und Veröffentlichung
Ursprünglich war Priyanka Chopra für die Rolle vorgesehen, doch war diese mit anderen Dreharbeiten beschäftigt, weshalb die Rolle Aishwarya Rai angeboten wurde.
Die Veröffentlichung erfolgte am 3. November 2006. Der Film hatte ein Produktionsbudget von ₹230Millionen Rupien, spielte jedoch weltweit nur ₹195 Millionen ein und war unter finanziellen Aspekten ein Desaster. 

## Hintergründe
Die Choreografien stammen von Vaibhavi Merchant.
- Vor Priyanka Chopra und Aishwarya Rai wollte J. P. Dutta Kareena Kapoor für die Rolle der Umrao. Die ließ die Rolle aber nach einem ersten Treffen fallen.
- Eigentlich sollte Arshad Warsi die Rolle des Gauhar Mirza übernehmen aber er dreht dann den Film Lage Raho Munnabhai (2006) und Puru Raj Kumar übernahm die Rolle.
- Die Kostüme, in denen Aishwarya Rai singt und tanzt, wurden vor der Veröffentlichung des Films für eine Wohltätigkeitsorganisation versteigert.
- Der im Film getragene Schmuck war echt.
- Aishwarya Rai hatte wegen der schweren Kostüme Probleme bei einigen Tänzen.
- Der Film wurde am 3. November 2006 in Indien veröffentlicht.

Aishwarya Rai und Abishek Bachan hatten bereits in früheren Filmprojekten zusammengearbeitet und sich 2006 während der Dreharbeiten ineinander verliebt. Rund zwei Monate nach der Premiere von Umrao Jaan gaben sie im Januar 2007 ihre Verlobung bekannt.

## Film-Soundtrack
1. Ek Toote Huye
2. Salaam
3. Pehle Pehel
4. Jhute Ilzaam
5. Behka Diya Hamein
6. Main Na Mil
7. Pooch Rahe Hain